# Église Saint-Pierre de Mellecey
 (avril 2025).
L'église Saint-Pierre de Mellecey est située sur le territoire de la commune de Mellecey dans le département de Saône-et-Loire en France.

## Protection
Elle fait l'objet d'une inscription au titre des monuments historiques depuis le 12 mars 1941.

## Description
L'église, que l'on peut faire remonter aux XIe – XIIe siècles, se compose d'une nef s'achevant par une sorte de transept non saillant, dont le bras nord supporte le clocher, et d'un chœur en cul-de-four. 
En façade sud : porte du XVe siècle, sous un porche. 
Le clocher remonte au XIIe siècle. 
À l'intérieur du chœur, juste devant le maître-autel, se trouve une dalle au nom d'Antoine Marie, ancien curé de Mellecey, gravée de son dernier prêche : « Choix de servir Dieu avec les anges au paradis ou aller avec les démons dans les enfers ». D'autres dalles funéraires sont visibles dans le sol de la nef.

## Culte
Édifice consacré du diocèse d'Autun relevant de la paroisse Saint-Symphorien-en-Côte-Chalonnaise (siège à Givry) – qui en est affectataire au titre de la loi de 1905 –, l'église de Mellecey est, plusieurs siècles après sa construction, un lieu de culte catholique. 